# Traumacore
Traumacore (от англ. trauma — «травма, повреждение», и core — «ядро, сердце») — вид арт-терапии, представляющий собой создание специфических изображений, через которые создатели выплескивают свои переживания (vent-art), связанные с полученными преимущественно в детстве психологическими, эмоциональными, физическими и т. д. травмами. Также traumacore считается эстетикой, основанной на детских переживаниях и травмах, способом самовыражения и ответвлением андеграунда.
Изображения в стиле traumacore представляют собой коллажи чаще всего мрачных или детских локаций, отсылающих к ностальгии, с атрибутами и героями, взятыми из мультфильмов (чаще всего от компании Sanrio) и/или деталями, вызывающими дискомфорт у смотрящего (например, глаза, вырезанные из газет). Для traumacore-артов характерно наличие надписей, отсылающих к мыслям создателя в момент переживания травмы. Все это позволяет осветить как крупные, серьезные травмы из детства, такие как домашнее насилие и сексуальные домогательства, так и мелкие проблемы, обычно проходящие с возрастом, например, детский страх темноты.

## Этимология
Слово «traumacore» произошло от слияния английских слов «trauma» (травма, повреждение) и «core» (ядро, сердце, сердцевина), которые, в свою очередь, произошли от др.-греч. τραῦμα (род. п. τραύμᾰτος) — «рана, повреждение» и от лат. cor (род. п. cordis) — «сердце».

## Происхождение
Traumacore берет свое начало из смежной эстетики morute (от англ. слов morbid — «жуткий, болезненный», и cute — «милый»), которая так же, как и traumacore, совмещала в своих изображениях милые, приятные изображения с дискомфортными деталями и негативными темами, вроде депрессии, травм, суицида и т.д. Этот вид арт-терапии и эстетики появился в 2010-х годах, когда в моде была все еще культура morute, однако получил свое распространение лишь в конце десятилетия, практически полностью заменив собой предшественника.
Теория происхождения подобных андеграунд интернет-культур, ориентирующихся на освещение душевных и других потрясений, основана прежде всего на том, что благодаря развитию и раскрепощению общества в конце XX — начале XXI века, людям стало доступно затрагивание запрещенных прежде тем (например, насилие над детьми или секс) и свободный выход в интернет. Во многом из-за деятельности интернет-пользователей, создающих разнообразный, часто выходящий за рамки запретов, контент, эстетика начала приобретать новые ответвления, связанные с разнообразием травм: психическим, физическим, информационным и тд. Из всех этих факторов смогла сложиться в том числе концепция traumacore, которая используется в качестве арт-терапии и помогает людям рефлексировать и переживать тяжелые травмы.

## Эстетика traumacore
Traumacore — это не только арт-терапия, но также и эстетика, которая вызывает негативные или плохие воспоминания и переживания и отсылает к событиям из детства с помощью героев мультфильмов и кажущихся знакомыми локаций (лиминальные пространства и lo-fi фотографии), чтобы отрефлексировать на тему детских страхов и потрясений, переживая их с помощью созданных изображений и достигая успокоения, возможно, через катарсис.
Вероятнее всего, traumacore относится к эстетическому чувству трагического, пусть только на личностном уровне, вместо того, чтобы затрагивать более глобальные темы, характерные для данной категории эстетики. Еще Аристотель отметил «очищающее» влияние эстетического восприятия трагического: сила аффективных состояний при восприятии трагического, постепенно нарастая, доходит в связи с развитием действия до высшего предела, когда они разрешаются кризисом, бурным проявлением охватившего нас чувства, после чего наступает успокоение. Другими словами, traumacore позволяет создателям и зрителям путем страданий и вызова душевных потрясений задуматься над глубокими основами и проблемами в жизни, позволяет найти в этом утешение и успокоение.
Самовыражение путем traumacore является пусть и «искаженным тяжелыми травмами, но все же отражением процессов, имеющих место на уровне базиса».

## Критика
Существует мнение, что traumacore романтизирует травмы, психические расстройства и абьюз за счет визуально приятных, «детских» изображений, которые можно отнести к категории прекрасного, не уловив мотив трагического и безобразного. Критики этой арт-терапии опасаются, что эстетика traumacore может сподвигнуть людей начать вести себя похожим образом и желать пережить то же, о чем говорит то или иное изображение, несмотря на то, что изначально traumacore выступал в качестве vent-art, другими словами «отдушины» для переживших тяжелые потрясения людей. Кроме того, есть опасения, что освещаемые травмы могут стать в конечном счете главной частью личности автора или зрителя, страдающего от пережитого, что может привести к отказу человека от лечения.
Помимо этого, существует этическая проблема traumacore, связанная с эстетическим наслаждением изображениями, выстроенными на страданиях других. Сьюзен Зонтаг писала о том, что, как бы не старался человек соотнести себя с опытом изображаемой боли или страдания, он все равно не сможет соотнести свою рецепцию с восприятием автора этого изображения, который на самом деле пережил эти страдания. Все это ведет к равнодушию зрителей, чувству скуки и обесцениванию поднимаемых traumacore остросоциальных тем.